# Флеш (ТВ серија из 2014)
Флеш (енгл. The Flash) је америчка ТВ серија Грега Берлантија, Ендруа Крајсберга и Џефа Џонса, која се приказује на телевизији CW. Заснована је на јунаку DC стрипова Барију Алену / Флешу, суперхероју који поседује моћ кретања надљудским брзинама. То је серија проистекла из Стреле. Серија прати Алена, кога тумачи Грант Гастин, који стиче надљудску брзину, коју користи да се бори против криминалаца, укључујући и неке који такође поседују надљудске моћи.

## Премиса
Након што је присуствовао убиству своје мајке, за које је његов отац незаслужено послат у затвор, млади Бери Ален прихваћен је у породици детектива Веста. Ален постаје брилијантан истражитељ места злочина у градској полицијској јединици. Његова опсесија, његовом трагичном прошлошћу издваја га од других вршњака, он истражује застареле случајеве, паранормалне активности и најновија технолошка открића која би могла бацити ново светло на убиство његове мајке. Нико не верује његовом опису злочина - да је муња са лицем човека напала њихову кућу те ноћи - и Ален је страствен у томе да потврди своју причу и ослободи свог оца из затвора. 

## Епизоде
| Сезона | Сезона | Епизоде | Епизоде | Оригинално емитовање | Оригинално емитовање | Место | Гледаност у САД (у милионима) |
| Сезона | Сезона | Епизоде | Епизоде | Премијера            | Финале               | Место | Гледаност у САД (у милионима) |
| ------ | ------ | ------- | ------- | -------------------- | -------------------- | ----- | ----------------------------- |
|        | 1.     | 23      | 23      | 7. октобар 2014.     | 19. мај 2015.        | 118   | 4,622                         |
|        | 2.     | 24      | 24      | 6. октобар 2015.     | 24. мај 2016.        | 112   | 4,25                          |
|        | 3.     | 23      | 23      | 4. октобар 2016.     | 23. мај 2017.        | 120   | 3,50                          |
|        | 4.     | 23      | 23      | 10. октобар 2017.    | 22. мај 2018.        | 151   | 3,04                          |
|        | 5.     | 23      | 23      | 9. октобар 2018.     | 14. мај 2019.        | 153   | 2,43                          |
|        | 6.     | 19      | 19      | 8. октобар 2019.     | 12. мај 2020.        | 113   | 2,23                          |
|        | 7.     | 18      | 18      | 2. март 2021.        | 20. јул 2021.        | 132   | 1,58                          |
|        | 8.     | 20      | 20      | 16. новембар 2021.   | 29. јун 2022.        | 122   | 1,04                          |
|        | 9.     | 13      | 13      | 8. фебруар 2023.     | 24. мај 2023.        | 114   | 0,86                          |